# Aeroportul Regional Draughon-Miller Central Texas
Aeroportul Regional Draughon-Miller Central Texas (IATA: TPL, ICAO: KTPL, FAA LID: TPL) este un aeroport din Texas, Statele Unite ale Americii ce deservește zona Temple⁠(d). Aeroportul a fost tranzitat în 2019 de 18 pasageri. A fost numit după Central Texas⁠(d).
Situat la o altitudine de 208 m, aeroportul dispune de 2 piste.

## Infrastructură

### Piste
Aeroportul dispune de 2 piste. Pista 02/20 are suprafața de asfalt și dimensiunile 4.740 picioare × 100 picioare. Pista 15/33 are suprafața de asfalt și dimensiunile 7.000 picioare × 150 picioare. 